# Bartram de Fouchier
Bartram de Fouchier (Bergen op Zoom, 10 februari 1609 - aldaar, 25 augustus 1673) was een Nederlandse kunstschilder en glasschilder. Hij leerde het vak van Antoon van Dyck en Jan van Bijlert en verbleef vervolgens een tijd in Rome en Florence. Terug in zijn geboorteplaats verdiende hij zijn geld vooral met het schilderen van gezelschappen in de stijl van Adriaen Brouwer.

## Biografie
Hij was een zoon van Paulus de Fouchier, een rijke Fransman die naar de Nederlanden was gekomen om het Beleg van Oostende (1601-1604) bij te wonen, aldus De groote schouburgh der Nederlantsche konstschilders en schilderessen (1753). Dit boekwerk plaatst dat beleg evenwel in 1596, waar toen iets zuidelijker het Beleg van Calais plaatsvond. Tijdens zijn bezoek werd zijn vader verliefd op de enige dochter van Joan Spruit. Uit dit huwelijk werd Bartram geboren "op den 10 van Sprokkelmaand 1609".
Toen de jongen al vroeg artistieke aanleg toonde, zond zijn vader hem naar Antoon van Dyck in Antwerpen, die hem portretschilderen leerde. Van Dyck kon echter maar weinig tijd voor hem vrij maken. Ze namen daarom afscheid van elkaar en De Foucher ging vervolgens in de leer bij Jan van Bijlert in Utrecht. Twee jaar later besloot hij terug te keren naar Bergen op Zoom, om het vak daar verder te oefenen.
Na korte tijd besloot hij echter met Johan van Isendoorn door te reizen naar Rome. Daar probeerde hij aan de hand van voorbeelden het schilderwerk van Tintoretto (1518-1594) eigen te maken. Regerend paus Urbanus VIII was een liefhebber van kunst en bood jonge kunstenaars de mogelijkheid om zich te ontwikkelen. Die kans liep hij echter mis omdat Van Isendoorn slaags raakte met twee Spanjaarden die hen voor ketters uitmaakten en dreigden met de Inquisitie. Halsoverkop verlieten ze Rome en gingen ze naar Florence, waar ze een tijd samen kunst maakten. Vervolgens gingen ze naar Parijs en daarna naar Antwerpen. Vanaf daar gingen ze beide hun eigen weg.
De Fouchier keerde hierop terug naar zijn geboorteplaats waar hij zich bleef toeleggen op het maken van kunst. Hij werkte nog een korte tijd in de stijl van Tintoretto en stapte toen over op het schilderen van gezelschappen in de stijl van zijn Vlaamse tijdgenoot Adriaen Brouwer (1605-1638). Daarnaast verdiende hij een goed loon aan de glasschilderkunst.
De Fouchier overleed in 1673 op 64-jarige leeftijd. Hij werd begraven in de Grote Kerk in zijn geboorteplaats.
- Biografisch Portaal: 16875709
- Digitale Bibliotheek voor de Nederlandse Letteren: fouc004
- RKD-Nederlands Instituut voor Kunstgeschiedenis: 28768
- Union List of Artist Names: 500023572
- Virtual International Authority File: 95826579